# Joseph Verstraeten
Pour les articles homonymes, voir Verstraeten.
Joseph Verstraeten est un gymnaste belge.

## Carrière
Il fait partie de l'équipe de Belgique qui remporte la médaille d'argent au concours général par équipes aux Jeux olympiques d'été de 1920 se tenant à Anvers.